# 蕾貝卡·蕭伊凱特
蕾貝卡·蕭伊凱特（英語：Rebecca Shoichet）是一位加拿大配音員及歌手，生於安大略省錫德納姆，現居不列顛哥倫比亞省溫哥華。曾為不少動畫節目配音，較著名的包括飾演《彩虹小馬：友情就是魔法》中的紫悅（Twilight Sparkle）（歌唱部分），和其衍生作品《彩虹小馬：小馬國女孩系列》的落日霞光（Sunset Shimmer）（配音）。

## 外部連結
- 蕾貝卡·蕭伊凱特的X（前Twitter）
- 蕾貝卡·蕭伊凱特在動畫新聞網百科全書中的資料（英文）
- 蕾貝卡·蕭伊凱特 （页面存档备份，存于）在CrystalAcids Anime Voice Actor Database中的资料
- 蕾貝卡·蕭伊凱特在互联网电影资料库（IMDb）上的資料（英文）